# Apothicaire et Perruquier
Apothicaire et perruquier (títol original en francès, en català Apotecari i perruquer) és una obra dramaticomusical en un acte composta el 1861 per Jacques Offenbach sobre un llibret en francès d'Élie Frébault. Es va estrenar el 17 d'octubre de 1861 al Théâtre des Bouffes-Parisiens de París.